# Eurovision Song Contest: The Story of Fire Saga
Eurovision Song Contest: The Story of Fire Saga är en amerikansk komedifilm i regi av David Dobkin, skriven av Andrew Steele och Will Ferrell och med Will Ferrell, Rachel McAdams, Pierce Brosnan, Dan Stevens och Demi Lovato i rollerna. Filmen följer de isländska, fiktiva sångarna Lars Erickssong och Sigrit Ericksdóttir när de ges chansen att representera Island i Eurovision Song Contest. 
Filmen var från början tänkt att ha premiär i maj 2020 i samband med Eurovision Song Contest 2020, men premiären sköts upp på grund av covid-19-pandemin. Filmen släpptes på Netflix den 26 juni 2020. Den sändes dessutom i SVT 15 maj 2021.

## Trivia
Trots att huvudfigurerna är isländska, så pratar de hela tiden på engelska.

## Rollista (i urval)[4]
| Will Ferrell            | – Lars Erickssong         |
| Rachel McAdams          | – Sigrit Ericksdóttir     |
| Dan Stevens             | – Alexander Lemtov        |
| Mikael Persbrandt       | – Victor Karlosson        |
| Pierce Brosnan          | – Erick Erickssong        |
| Melissanthi Mahut       | – Mita Xenakis            |
| Ólafur Darri Ólafsson   | – Neils Brongus           |
| Graham Norton           | – sig själv, kommentatorn |
| Demi Lovato             | – Katiana                 |
| Björn Hlynur Haraldsson | – Arnar (polis)           |

## Förproduktion och inspelning
Som en förberedelse till filmen, var Will Ferrell på plats vid finalen av Eurovision Song Contest 2018 i Lissabon i Portugal i maj 2018 för att hitta lämpliga rollfigurer och scenarior för filmen. Han diskuterade även med Eurovision-deltagarna bakom scenen.
Den 18 juni 2018 blev det officiellt att Ferrell skulle skådespela i, skriva och producera en film inspirerad av Eurovision Song Contest och att filmen skulle distribueras av Netflix. I mars 2019 anslöt David Dobkin sig till projektet som regissör av filmen. I maj 2019 anslöt Rachel McAdams sig som skådespelare. Både McAdams och Ferrell besökte genrepen av Eurovision Song Contest 2019 i Israel. I augusti 2019 anslöt sig även skådespelarna Pierce Brosnan, Dan Stevens och Demi Lovato med flera, samtidigt som inspelningarna inleddes i Storbritannien och på Island.

## Premiärdatum
Filmen hade premiär på Netflix den 26 juni 2020.

## Musik
Filmmusiken släpptes i juni 2020. "Volcano Man" var den första låten som släpptes från filmen och innehåller sång av Will Ferrell och den svenska sångerskan Molly Sandén (McAdams, som medverkar i filmen, läppsynkar till Molly Sandéns sång). Erik Mjönes sjunger åt Dan Stevens och Petra Nielsen åt Melissanthi Mahut.
Två av låtarna i filmen har skrivits av svenskarna Christian Persson och Gustaf Holter, och sjungs av Will Ferrell och svenska Molly Sandén.
Húsavik fick en Oscarsnominering för Bästa sång.

### Soundtrack
| Nr  | Titel                                                                                                  | Framförd av | Längd |
| --- | --- | --- | ----- |
| 1.  | "Double Trouble" (Tiësto's Euro 90s Remix)                                                             | Will Ferrell, Molly Sandén och Tiësto | 1:22  |
| 2.  | "Lion of Love"                                                                                         | Erik Mjönes | 2:47  |
| 3.  | "Coolin' With Da Homies"                                                                               | Savan Kotecha | 1:26  |
| 4.  | "Volcano Man"                                                                                          | Will Ferrell och Molly Sandén | 1:22  |
| 5.  | "Jaja Ding Dong"                                                                                       | Will Ferrell och Molly Sandén | 1:37  |
| 6.  | "In the Mirror"                                                                                        | Demi Lovato | 2:48  |
| 7.  | "Happy"                                                                                                | Will Ferrell och Molly Sandén | 1:26  |
| 8.  | "Song-A-Long ("Believe" / "Ray of Light" / "Waterloo" / "Ne partez pas sans moi" / "I Gotta Feeling")" | John Lundvik, Anna Odobescu, Bilal Hassani, Loreen, Jessy Matador, Alexander Rybak, Jamala, Elina Netšajeva, Conchita Wurst, Netta Barzilai, Ensemble | 3:18  |
| 9.  | "Running with the Wolves"                                                                              | Courtney Jenaé och Adam Grahn | 1:10  |
| 10. | "Fool Moon"                                                                                            | Anteros | 3:26  |
| 11. | "Hit My Itch"                                                                                          | Antonio Sol, David Loucks, Taylor Lindersmith och Nicole Leonti                                                                                       | 2:04  |
| 12. | "Come and Play – Masquerade"                                                                           | Petra Nielsen | 3:08  |
| 13. | "Amar pelos dois"                                                                                      | Salvador Sobral | 3:05  |
| 14. | "Húsavík"                                                                                              | Molly Sandén och Will Ferrell | 3:22  |
| 15. | "Double Trouble" (Filmversion)                                                                         | Will Ferrell och Molly Sandén | 2:54  |
| 16. | "Eurovision Suite"                                                                                     | Atli Örvarsson | 6:19  |